# Eugenia bojeri
Eugenia bojeri es una especie de planta perteneciente a la familia de las mirtáceas. Es originaria de las nebliselvas de Mauricio.

## Descripción
Una especie que sólo recientemente ha sido redescubierta desde que en 1960, el espécimen conocido se encontró muerto. Un total de dos árboles se han encontrado en los últimos dos años en una sola localidad en las laderas meridionales del monte Cocotte. 

## Taxonomía
Eugenia bojeri fue descrita por John Gilbert Baker y publicado en Flora of Mauritius and the Seychelles . . . 115. 1877.
Etimología
Eugenia: nombre genérico otorgado en honor del  Príncipe Eugenio de Saboya.
bojeri: epíteto otorgado en honor del botánico Wenceslas Bojer.